# Levelock (Alaska)
Levelock (en yupik central: Liivlek) es un lugar designado por el censo ubicado en el borough de Lake and Peninsula en el estado estadounidense de Alaska. En el Censo de 2010 tenía una población de 69 habitantes y una densidad poblacional de 2.2 personas por km².

## Geografía
Según la Oficina del Censo de los Estados Unidos, Levelock tiene una superficie total de 31.34 km², de la cual 31.34 km² corresponden a tierra firme y (0%) 0 km² es agua.

## Demografía
Según el censo de 2010, había 69 personas residiendo en Levelock. La densidad de población era de 2.2 hab./km². De los 69 habitantes, Levelock estaba compuesto por el 10.14% blancos, el 0% eran afroamericanos, el 84.06% eran amerindios, el 0% eran asiáticos, el 0% eran isleños del Pacífico, el 0% eran de otras razas y el 5.8% pertenecían a dos o más razas. Del total de la población el 0% eran hispanos o latinos de cualquier raza.

## Localidades adyacentes
El siguiente diagrama muestra a las localidades más próximas a Levelock.